# Ice Nine Kills
Ice Nine Kills (stilisierte Schreibweise ICE NINE KILLS; abgekürzt INK) ist eine US-amerikanische Metalcore-Band aus Boston, Massachusetts, die 2002 gegründet wurde. Ihr viertes Studioalbum Every Trick in the Book erschien im Dezember 2015 über die Plattenfirma Fearless Records. Zuvor veröffentlichte die Gruppe ihre drei Alben Last Chance to Make Amends, Safe Is Just a Shadow und The Predator Becomes the Prey als Eigenveröffentlichung oder bei kleineren Plattenfirmen. Zudem gehören die EPs The Burning, 2 Songs Acoustic und The Predator zur Diskografie der Band. Mehrere ihrer Alben schafften den Einstieg in die offiziellen Albumcharts in den USA.

## Geschichte

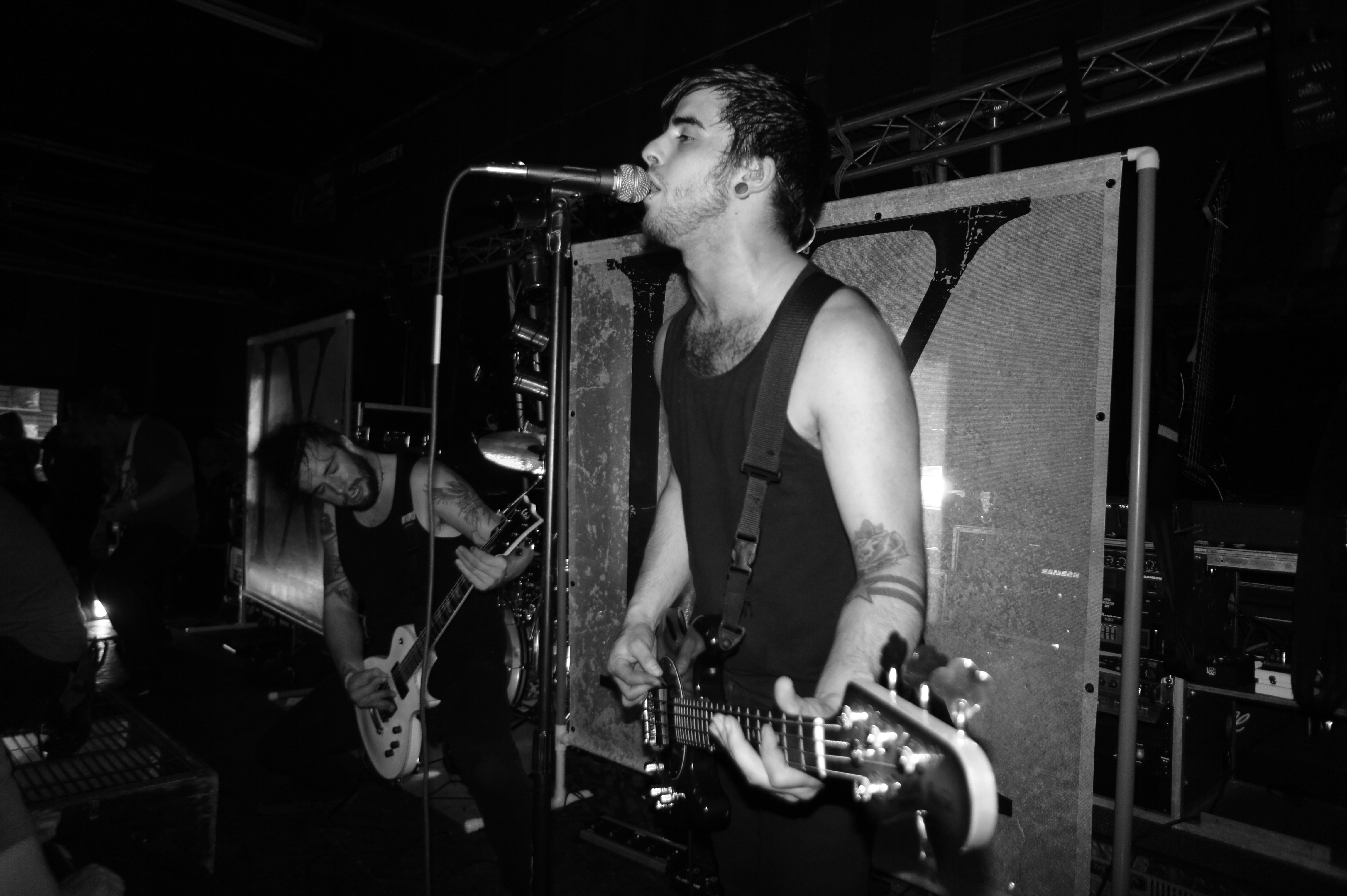
Der ehemalige Gitarrist der Band, Justin Morrow (links), und Shane Bisnett (2011)

Ice Nine Kills wurde im Jahr 2002 von den beiden Highschool-Freunden Spencer Charnas und Jeremy Schwartz in Boston, Massachusetts unter dem Namen Ice Nine gegründet, änderten ihren Bandnamen jedoch noch vor der Veröffentlichung ihres ersten Albums Last Chance to Make Amends in ihren heutigen Namen. Mitte 2007 wurde die EP The Burning über Red Blue Records veröffentlicht. Es folgten Opener-Tourneen für I See Stars und Eyes Set to Kill, sowie Auftritte mit Bands wie As I Lay Dying, A Day to Remember, Paramore und Thursday. Durch einen Auftritt auf der Warped Tour im Jahr 2009 wurde das Label Ferret Music auf die Gruppe aufmerksam und bot den Musikern an, ein Album zu veröffentlichen. Das zweite Album Safe Is Just a Shadow wurde am 2. Juli 2010 in Co-Produktion über Red Blue Records und Ferret Music veröffentlicht.
Das Jahr 2012 verbrachte die Gruppe größtenteils mit Touren. So spielte die Band mit We Came as Romans eine Konzertreise durch Kanada, sowie mit Norma Jean und This or the Apocalypse durch die Vereinigten Staaten. Im November des Jahres 2012 startete die Gruppe eine Crowdfunding-Kampagne auf der Plattform Kickstarter um die Produktion einer EP bewerkstelligen zu können. Einen Monat später wurde angekündigt, dass diese Kampagne 21.000 US-Dollar einbrachte, wodurch die EP verwirklicht werden konnte. Diese heißt The Predator und wurde im Januar 2013 veröffentlicht. Im gleichen Jahr spielte die Gruppe auf mehreren Konzerten auf der Warped Tour.
Im Jahr 2014 wurde das dritte Album The Predator Becomes the Prey über Outerloop Records, einem Sublabel der Konzertagentur Outerloop Management und der Plattenfirma Fearless Records, veröffentlicht. Das Album schaffte den Einstieg in die offiziellen Albumcharts in den Vereinigten Staaten, wo es auf Platz 153 einstieg. Das Album ist die allererste Veröffentlichung des Labels überhaupt.
Den Sommer verbrachte die Gruppe erstmals auf der kompletten Warped Tour. Außerdem absolvierte die Band eine Tournee mit Get Scared und Upon This Dawning. Im Februar und März 2015 tourte die Band mit For Today und Motionless in White. Am 17. September 2015 gab man bekannt, dass die Band bei Fearless Records untergekommen ist.
Das vierte Studioalbum Every Trick in the Book erschien am 4. Dezember 2015 und stieg ebenfalls in die nationalen Charts ein. Kurz vor der Veröffentlichung des Albums spielte die Gruppe eine Headliner-Tournee mit den Labelkollegen Wage War. Am 15. Juni 2018 gab die Band auf Instagram bekannt, dass sich Drummer Conor Sullivan von der Band getrennt hat, um andere Projekte und musikalische Interessen zu verfolgen. Auf der Warped Tour 2018 wird Patrick Galante, ehemals bei Affiance, seinen Platz einnehmen.
Am 20. Juni 2018 veröffentlichte Ice Nine Kills die Single The American Nightmare, die erste Single des Albums The Silver Scream. The Silver Scream wurde am 5. Oktober 2018 veröffentlicht. Das Album enthält 13 Songs, die von 13 Horrorfilmen inspiriert sind. Im Jahre 2020 tourte Ice Nine Kills gemeinsam mit Papa Roach und Hollywood Undead in Europa. Am 15. Oktober 2021 wurde die Fortsetzung zu The Silver Scream namens Welcome To Horrorwood: The Silver Scream 2 veröffentlicht. Dieses Album enthält insgesamt 14 Songs, wobei, ähnlich wie beim Vorgänger, 12 Songs von Horrorfilmen inspiriert sind. 2023 und 2024 war die Band Support-Act von Metallica sowie Five Finger Death Punch, wobei sie unter anderem in Oberhausen auftraten.
Am 12. Oktober 2024 verkündete Drummer Patrick Galante auf Instagram, sich von der Band zu trennen. Als Nachfolger wurde im Musikvideo von "A Work of Art", welches ebenfalls am 12. Oktober 2024 erschien, Mike Cortada bekannt gegeben, welcher zuvor als Grafikdesigner der Band tätig war. 

## Diskografie

### Studioalben
| Jahr | Titel Musiklabel                                            | Höchstplatzierung, Gesamtwochen, AuszeichnungChartplatzierungen (Jahr, Titel, Musiklabel, Platzierungen, Wochen, Auszeichnungen, Anmerkungen) | Höchstplatzierung, Gesamtwochen, AuszeichnungChartplatzierungen (Jahr, Titel, Musiklabel, Platzierungen, Wochen, Auszeichnungen, Anmerkungen) | Höchstplatzierung, Gesamtwochen, AuszeichnungChartplatzierungen (Jahr, Titel, Musiklabel, Platzierungen, Wochen, Auszeichnungen, Anmerkungen) | Anmerkungen                             |
| Jahr | Titel Musiklabel                                            | DE | AT | US | Anmerkungen                             |
| ---- | ----------------------------------------------------------- | --- | --- | --- | --------------------------------------- |
| 2006 | Last Chance to Make Amends Selbstverlag                     | — | — | — | Erstveröffentlichung: 18. Dezember 2006 |
| 2010 | Safe Is Just a Shadow Red Blue Records                      | — | — | — | Erstveröffentlichung: 2. Juli 2010      |
| 2014 | The Predator Becomes the Prey Outerloop Records             | — | — | US153 (1 Wo.)US | Erstveröffentlichung: 20. Januar 2014   |
| 2015 | Every Trick in the Book Fearless Records                    | — | — | US122 (1 Wo.)US | Erstveröffentlichung: 4. Dezember 2015  |
| 2018 | The Silver Scream Fearless Records                          | — | — | US29 (1 Wo.)US | Erstveröffentlichung: 5. Oktober 2018   |
| 2021 | The Silver Scream 2: Welcome to Horrorwood Fearless Records | DE58 (1 Wo.)DE | AT62 (1 Wo.)AT | US18 (2 Wo.)US | Erstveröffentlichung: 15. Oktober 2021  |

### Livealben
- 2020: I Heard They Kill Live
- 2023: Live In Riverside
- 2025: I Heard They Kill Live 2

### EPs
- 2007: The Burning
- 2009: 2 Song Acoustic
- 2013: The Predator
- 2020: Undead & Unplugged: Live From the Overlook Hotel
- 2024: Live From Riverside

### Singles
- 2013: The Product of Hate
- 2014: The Power in Belief
- 2015: Me, Myself & Hyde
- 2018: The American Nightmare
- 2018: Thank God It’s Friday
- 2018: A Grave Mistake (US: Gold)[18]
- 2019: Savages
- 2020: Heart of a Champion (Remix) (Hollywood Undead feat. Ice Nine Kills & Papa Roach)
- 2021: Jason’s Mom
- 2021: Assault & Batteries
- 2022: Hunting Season
- 2022: The Shower Scene
- 2023: Welcome to Horrorwood
- 2023: Meat & Greet
- 2024: A Work of Art